# Шахова гарячка
«Шахова гарячка» — радянський німий комедійний художній фільм, знятий режисерами Всеволодом Пудовкіним і Миколою Шпиковським в 1925 році, за сценарієм останнього. Пудовкін після закінчення навчання у філії Школи кінематографії Льва Кулєшова працював на кіностудії «Межрабпом-Русь» як актор і режисер. У цей період він сприйняв багато ідей майстерні Кулєшова, що знайшли відображення у фільмі «Шахова гарячка». Він став дебютним у фільмографії Пудовкіна як режисера, а також єдиним в його фільмографії в жанрі комедії.
Як учасники фільму були задіяні закордонні та радянські шахісти Першого московського міжнародного шахового турніру, що проходив в кінці 1925 року. Помітна роль дісталася кубинському шахісту
Хосе Раулю Капабланці — найсильнішому гравцю 1910—1930-х років, чинному чемпіону світу. У «Шаховій гарячці» в епізодичних ролях з'явилися кілька видних радянських режисерів та діячів кіно. Висловлювалося припущення, що статистом в картині міг бути задіяний письменник Володимир Набоков, який підробляв подібним родом у свій берлінський період життя. Однак ця думка відкидається іншими дослідниками, як неспроможною. Крім того, літературознавцями передбачається, що ця радянська комедія знайшла відображення і в творчості письменника, зокрема, в романі «Захист Лужина».
Фільм вийшов на екрани 21 грудня 1925 року і мав великий успіх у глядачів. Критика зустріла його неоднозначно, відзначаючи, що це всього лише нехитра комедія, на якій позначився вплив школи Кулєшова. Були висловлені і більш збалансовані точки зору щодо його художніх особливостей. Фільм сприяв зростанню популярності шахів в СРСР і появи специфічної моди.

## Сюжет
Дія фільму відбувається в 1925 році в Москві, в дні міжнародного шахового турніру. Все місто стрясає шахова лихоманка, що позначається на суспільному житті і долі окремих людей. Молода людина (Володимир Фогель) настільки захоплена шахами, що пропускає побачення зі своєю нареченою (Анна Земцова), у зв'язку з чим у них відбувається сварка. Гротеск проявляється у поведінці і в зовнішньому вигляді головного героя: шкарпетки, краватка, кепка, носовичок, шарф — все в шахову клітку. На тлі суперечки герой хоче втопитися, а його дівчина отруїтися, але це у них не виходить. У справу втручається тодішній чемпіон світу з шахів — Капабланка, який рятує пару від, здавалося б, неминучого розриву. Познайомившись випадково з дівчиною на вулиці, він відводить її на турнір, де вона несподівано для себе сильно захоплюється шахами. Її наречений знаходить її там, і крім любові у них з'являється ще одна спільна пристрасть — шахи.

## У ролях
- Володимир Фогель —  шахіст
- Анна Земцова —  Вірочка, наречена шахіста
- Наталія Глан —  подруга Вірочки
- Хосе Рауль Капабланка —  камео
- Юлій Райзман —  помічник аптекаря
- Михайло Жаров —  маляр
- Іван Коваль-Самборський —  міліціонер
- Анатолій Кторов  оштрафований громадянин
- Яків Протазанов  аптекар
- Костянтин Еггерт —  власник шахового магазину
- Федір Оцеп — епізод
- Захар Даревський — епізод
- Орлов-Брошат — епізод

- Учасники шахового турніру

## Знімальна група
- Режисер: Всеволод Пудовкін і Микола Шпиковський
- Сценарій: Микола Шпиковський
- Оператор: Анатолій Головня
- Помічник режисера: Борис Свєшніков